# もものすけ
もものすけ（2001年10月20日 - ）は、日本のグラビアアイドル、タレント。愛知県出身。日本コロムビア所属を経て、現在はフリーランスで活動中。

## 略歴
高校時代から始めたライブ配信サービス17LIVEで人気を博し、徐々に活動の幅を広げる。
ファンからは「奇跡の白肌マシュマロボディ」の名で親しまれ、2022年6月、「ミスヤングチャンピオン2022」ファイナリストに。同年12月、グラビアアイドルの登竜門である「ミスジェニック2022」を受賞。
2023年1月20日、1stイメージDVD『Peach Time』（ラインコミュニケーションズ）を発売。また、雑誌『FRIDAY』（講談社）にてグラビア本格デビュー。
2023年12月3日、アイドルグループ「未完成のキャラメル」（通称“みかめる”）のピンク色担当としてアイドルデビュー。
2024年2月開催の「TGIF Photo Session 週プレ賞 2024」でベスト30入り。同月26日発売の『週刊プレイボーイ』（集英社） No.11号にて、「編集部注目のツギクルガール16人！！」に選出。同年4月開催の「春のTGIF ONLINE 週プレ賞 2024」で投票数1位に輝きグランプリを受賞した。
2024年9月27日、2ndイメージDVD『ピーチ・メルバ』（竹書房）を発売。
2024年10月1日、同年9月30日を以って日本コロムビアを退所し、当面の間フリーランスとして活動していくことを自身のX（旧Twitter）で報告した。
2024年10月20日、自身の生誕祭ライブを最後に「未完成のキャラメル」を卒業。
2024年11月5日発売の『週刊プレイボーイ』 No.47・48号にて、「春のTGIF ONLINE 週プレ賞 2024」のグランプリ特典の撮り下ろしグラビアが掲載され、デジタル写真集『むにむにむ♡』も同時発売された。

## 人物
- 恐竜が大好きで、自他共に認める恐竜オタク。ファンからはダイナソーとアイドルをかけた「ダイナドル」と呼ばれることもあり、恐竜の歯やフィギュアを集めるのも好きで、部屋は化石やレプリカなどの恐竜グッズで溢れている。好きな恐竜ベスト3は、1位がアルゼンチノサウルス、2位がスピノサウルス、3位はアグスティニア。また、車が好きで、ほとんどの車種を言い当てることができる。
- 特技は書道（10年・特待生）、新体操（開脚）。
- 一般的には姓名の区別ない「もものすけ」で認知されているが、当人の中では「もも」が苗字で、「のすけ」が名前だという[3][12]。

## 作品

### イメージビデオ
- Peach Time（2023年1月20日、ラインコミュニケーションズ）[16][17]
- ピーチ・メルバ（2024年9月27日、竹書房）[18][19]

### デジタル写真集
- 週刊GIRLS-PEDIA 081（2024年9月1日、KADOKAWA）[20]
- NIPPONグラドル58人（2024年10月7日、集英社［週プレ PHOTO BOOK］、撮影：LUCKMAN、藤本和典、佐藤佑一）[21]
- Iカップのぬくもり（2024年11月1日、扶桑社［SPA!デジタル写真集］、撮影：鈴木ゴータ）[22]
- むにむにむ♡（2024年11月5日、集英社［週プレ PHOTO BOOK］、撮影：U-YA）[23]
- 超絶進化BODY（2025年1月31日、KADOKAWA［Gテレデジタル！］）[24]

## 出演

### テレビ
- 全力坂（2023年9月18日・26日、テレビ朝日）[25][26]

### 音声配信
- もものすけの未完成のラジオ（2024年2月26日 - 、AuDee）- パーソナリティ[27]

### 雑誌
- FRIDAY 2023年3月3日・10日合併号（2023年2月17日、講談社）
- FRIDAY 2023年4月20日号（2023年5月5日、講談社）
- 週刊プレイボーイ 2023年 No.21号（2023年5月8日、集英社）
- SPA! 2023年12月26日号（2023年12月19日、扶桑社）[28][29]
- 週刊プレイボーイ 2024年 No.11号（2024年2月26日、集英社）

### Web
- FRIDAYサブスクリプション（2023年2月16日、4月19日）[30]
- ヤンマガGリーグ！（2023年8月22日、11月28日、2024年1月30日）[31]
- 週刊GIRLS-PEDIA（2024年1月17日）[32]

### 映画
- TURNING POINT 5（2024年公開）

### イベント
- TGIF Photo Session（2024年2月4日）